# Cree (språk)

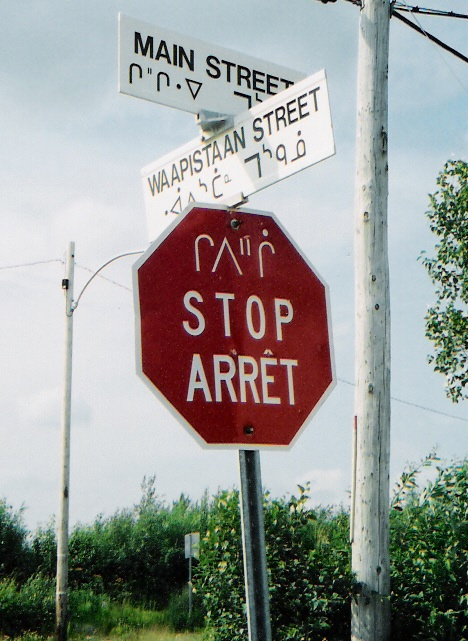
Stoppskylt i Québec på cree, engelska och franska.

Cree (ᓀᐦᐃᔭᐍᐏᐣ, Nēhiyawēwin), även cri, är ett algonkinspråk som talas av creefolk i delar av Kanada. Det är officiellt språk i provinsen Northwest Territories, men har talare spridda över hela landet. Det är det språk bland ursprungsbefolkningens många språk som har flest talare i Kanada.
Det finns också talare kvar i USA, i delstaten Montana.
Cree är idag det näst mest talade indianspråket i Nordamerika efter Navajo.

## Cree Syllabics
Cree Syllabics är ett skriftsystem som används vid sidan av det latinska alfabetet för att skriva cree. Det uppfanns av missionären James Evans som 1840 ville skapa ett skriftsystem för språket ojibwa, en algonkinsk släkting till cree. Han försökte först skapa ett skriftsystem baserat på den cherokesiska stavelsesskriften men måtte upp detta. I stället kom han att använda 9 olika tecken, som placerades i 4 olika riktningar beroende på vokalen. Det fungerade för att skriva ojibwe, men James Evans överordnade tillät honom inte använda skriftsystemet.
Senare  lärde sig Evans att tala cree, och han försökte skapa ett skriftsystem för det språket. Eftersom latinsk skrift inte passade särskilt bra, tog han fram sin gamla uppfinning och anpassade den för cree. Tack vare det enkla och lättlärda skriftsystemet fick Evans mission stor framgång bland creefolket.